# 卡爾·F·H·亨利
卡爾亨利 （英文：Carl Ferdinand Howard Henry或Carl F. H. Henry，1913年1月22日– 2003年12月7日），美國福音派神學家，福樂神學院創辦人之一、《今日基督教》首任主編。

## 生平
卡爾亨利出生於紐約市，他們家是從德國移民到美國，卡爾亨利是家中長子，後來他們家就搬到長島。他的父親是糕餅師傅，屬於信義會，他的母親則為天主教徒，但他的父母對宗教並不關切，所以他孩提時代也很少接觸宗教。青少年時，他在聖公會受了堅信禮，但不久就遠離了教會。可是透過教會的公禱手冊，他算是對基督教有了一些領會，他曾偷愉拿走教堂裡的聖經，後來有時他也會翻開閱讀。卡爾亨利年輕時原是一位記者，在報社認識了一位衛理公會的年長女士「克麗斯緹媽媽」，她非常敬虔；另外他還認識了幾位注重福音的牛津派人士，包括貝德弗（Gene Bedford）在內，在這些人的激勵下，再加上他對聖經所記耶穌復活的好奇，卡爾亨利在1933年6月10日，經歷了重生。
卡爾亨利的重生與其他許多福音派運動中的人相仿，包括作認罪禱告、祈求神進入他的生命中，然後內心有了蒙上帝赦免的確據，知道耶穌基督已經成了他個人的救主，他願意將一生交託在上帝的手中，願意跟隨上帝的引導，無論到何處，都願意將自己與上帝的這種新關係告訴別人。而他的重生沒有宗派的色彩，是典型福音派的特色。後來卡爾亨利回想他會重生的因素有：一本順手牽羊拿走的聖經、對聖公會公禱手冊的片段記憶、一位衛理公會朋友對重生的堅持、一群牛津人士對生命改變的大膽呼召，聚合起來包圍著當時正在尋求職業方向的我，而由聖靈施恩的工作與內在的確據總其成。
在一位長老會牧師約書亞（英文：Peter Joshua）的激勵下，卡爾亨利逐漸離開新聞界，而轉向神學研究，在1935年秋季，他到惠頓學院 （英文：Wheaton College）就讀，他會到惠頓學院就讀的原因之一，是因為他聆聽了惠頓校長巴玆偉爾（英文：J. Oliver Buswell）的演講。那一場演講使他印象深刻，內容是理性對信仰的重要性，以及復活的歷史證據。而出身貧寒的他進入惠頓就讀時，經歷到神奇妙的供應。在惠頓求學的期間，卡爾亨利設定了人生以後的方向，其中最重要的是堅固了他與福音主義的關係。在這段時期，他與葛理翰（英文：Billy Graham）、凌賽爾（英文：Harold Lindsell）等人成為朋友，他們後來都成為福音派運動中令人尊敬的領袖。惠頓對卡爾亨利最重大的意義，是鞏固了他基本上以理性為中心的福音派世界觀，而學校的哲學教授克拉克（英文：Gordon Clark）對卡爾亨利的思想，是最具啟發性影響力的人。卡爾亨利在惠頓認識了後來的妻子班德（英文：Helga Bender），她的父親是德國浸信會差往喀麥隆（英文：Cameroon）的宣教士，而他在求學期間也傾向接受浸信會的特色。卡爾亨利列出五項浸信會的信條：一、《聖經》是人的終極權威，超於一切信條與人間智慧；二、信徒皆祭司；三、信者受浸；四、堂會自治；五、政教分離。卡爾亨利並不在意這些信條的先後次序，重點是他不會刪去任何一項。他指出這些信條並非浸信會獨有，但集這五項於一身並予以重視，唯獨浸信會而已。
1938年，卡爾亨利畢業後，又進入惠頓的碩士課程，同時他在附近的北方浸信會神學院（英文：Northern Baptist Theological Seminary）開始修課。這間神學院是北方浸信會聯會（現在的美國浸信會）內的基要派所創辦，和芝加哥大学神學院的自由派相對。卡爾亨利在1940年結婚、在1941年得到碩士學位及北方浸神的學位、1941年在芝加哥的亨勃（英文：Humbolt）浸信會按牧，1942年取得了北方浸神神學博士學位。因著這些資歷，他開始了學術生涯。他首先在北方浸神任教，接著他來到加州的帕萨迪纳，因為當時福樂神學院剛剛組成，他受邀擔任教職。在福樂時期，卡爾亨利從波士頓取得第二個博士學位，並寫了九本書。

## 事業
卡爾亨利對福音派最大的貢獻，不是在神學院的教室裡，而是在文字工作上。1956年，他到了華盛頓市，擔任剛發行的福音派雜誌《今日基督教》的創刊編輯。這份刊物代表保守派的立場，是出於幾位福音派領袖的構想，想與自由派發行已久的雜誌《基督教世紀》（英文：Christian Century）抗衡。卡爾亨利在《今日基督教》事奉12年，雖然他的影響力與名聲越來越大，但在1967年因為和幾位領導人對雜誌的方向意見不同而離職。離開雜誌繁重的工作之後，卡爾亨利開始作研究、寫作、到一些福音派神學院任教、並到世界各地旅行，他也出版了許多好書，尤其是1976至1983年間所發行的鉅著《神、啟示、權威》。
卡爾亨利的工作就是要重拾已經失去的宗教立場，力求回復十九世紀的美國基督教正統，當時名為「福音主義」。而「福音主義」認為他們是溯源於宗教改革時的正統信仰，而宗教改革正是致力回復教父時代，乃至新約時代的教會信仰，因此福音派的信仰是復原式的基督教正統信仰。復原式基督教正統信仰的特色便是高舉《聖經》，摒棄其他的經典和權威，把神的話語凌駕於人的經歷與哲學之上。否認一切善工，深信人性敗壞，堅持「因信稱義」的教義，個人得救是單單信靠耶穌基督完成的救恩之功而得。他們重視重生，教會攜手合作推動社會福利和差傳事工，在十九世紀盛極一時。1870年以後，福音運動大受啟蒙運動餘波影響而沒落，基督教自由派的努力，反而使基督教神學因為輕視正統教義而走入歧途。不過自由派努力參與社會服務，而堅持正統教義的「基要派」卻節節退縮，否定福音的社會意義，視學術研究如同洪水猛獸，最終並做出分離的行動。
一樣是保守派堅守聖經信仰的卡爾亨利，面對基要派的退縮態度，決定要來改變，他選擇繼續留在宗派教會內改革，但摒棄基要派在態度上、文化觀上的偏差行為。他在1947年寫成《近代基要主義不安的良知》（英文：The Uneasy Conscience of Modern Fundamentalism），指出基要主義「責人至嚴、毫無愛心、專好紛爭」，這正是基要主義的致命傷。基要派只看見自由派信仰的異端信息，卻看不到自己缺乏絲毫愛心。卡爾亨利所選的路線跟基要派完全不同。他鼓勵福音派人士彼此合、共享團契，對小事不要拘泥固執，並從宗派裡面革新。他不贊成「不准這、不准那」的基督教，願意持開放的態度來認識「新派」自由神學，並用愛心對待所有的基督徒。他又提出呼籲，要福音派能團結一致，對外廣傳福音，對內教導平信徒認識正統神學。而福音派也真的以行動作出響應：他們真誠的與福音派以外人士（主要是自由派）交往，共同致力學術研究，又與聖潔會、靈恩派的人合作，並盡力包容不同宗派在末世論方面的差異。
卡爾亨利也批判新正統派的偏差，他認為新正統派雖然打垮了自由派，卻也有傾向自由派的危險，例如像就巴特主張《聖經》記載並非事事皆準確，如此便削弱了《聖經》的可靠性而且會危害《聖經》的教義，失去了基督教教義的絕對性。對卡爾亨利而言，《聖經》不只是神話語的證言，其本身就是神的話語。「神不單在歷史中行動，並且對人說話。」基於這個堅持，卡爾亨利常常批評巴特的神學在默示觀和啟示觀有缺失。
由於卡爾亨利對福音派的貢獻, 有不少福學院也開設了以他命名的研究中心，例如：三一福音神学院的卡爾亨利中心和美南浸信會神學院 （英文：The Southern Baptist Theological Seminary）的卡爾亨利福音派研究中心（英文：Carl. F. H. Henary Institute Evangelical Engagement）。

## 卡爾亨利的護教巨著：《神、啟示、權威》

### 以哲學護教：強調基督教合乎理性
卡爾亨利在書中說：「活神是啟示並彰顯自己的神，創造並救贖的主，用可理解的話對人講述好消息，不可見的主在肉身中顯現，只有基督教才擁有並強調這兩件事實。」他強調《聖經》是神的獨特啟示，人必須先信神，就是心思先蒙聖靈光照，再用理性尋求神的知識。因此他以哲學護教的三項假設前提是：一、唯獨基督教正統的有神論才能滿足現代世界理性的需求；二、正統的有神論根基是神的特別啟示，因此正統有神論已經能解決大部分問題；三、福音派有神論建基於啟示，所以比其他的世界觀更合理性。」
卡爾亨利認為神的啟示是一切真理源頭，理性是認識真理的工具，聖經是驗證真理的原則，測試真理首靠邏輯和諧，其次是它是否一致。他的護教體系可以名為「預設論」，預設論者確信基督教是合乎理性的，所以不能接納非理性主義的求知方式，卡爾亨利認為基督教必須摒棄三種錯誤的思想，分別是：神秘主義，因為他們強調要往個人內在的經歷尋找神；經驗主義，經驗主義強調一切真理是從感官經驗而得，因為信仰欠缺可見的經驗，將會成為不可知論的結果；理性主義，理性仍然離不開經驗，人對神沒有客觀的知識，理性主義把人的理性作為終極真理源頭是錯誤的。

### 關於啟示
卡爾亨利在《神、啟示、權威》第二冊到第三冊中，闡述了他對啟示的看法。他認為啟示是神主動的作為，神定意要揭露自己的真實性，除去祂的隱密性。如果離開了神主動開始的啟示，任何關乎神的理論都是妄談。啟示是為著人的益處而賜下，使人享有在神國度裡與主相交的權柄。神對人啟示是神的旨意和恩典使然，啟示使人有分於神的國。啟示並未完全顯出祂的奧秘，神超越自己的啟示。啟示無法讓人知道神的全面，因為神超越自己的創造、作為和啟示，而人也無法從自身得到任何啟示啟示來自獨一真神，啟示必然完整和諧。多神教的神諸神相抗，無法統整啟示，而耶和華是獨一真神，而且聖經的漸進啟示始終前後連貫，啟示完整一致。不僅是啟示由神決定，神也決定啟示的性質、內容、形式。不論普遍啟示或特殊啟示，都是因著神來決定，神啟示的方式豐富，並不單限於聖經。啟示的內容和形式都有獨特的位格性。神透露祂的名字，使先知曉得神的個性和目的；在新約時代，神道成肉身讓人看見，神自我彰顯來證實了祂的位格。神不僅在宇宙和萬國歷史中普遍啟示祂自己，祂更在歷史中，以獨特的救恩行動啟示祂的救贖。從神揀選以色列人、出埃及、賜下愛子耶穌到成立教會，基督教歷史中的拯救作為就是神的應許及實現。而救恩史的關鍵就是耶穌的救贖和復活，復活的主也將帶來未來的審判。神特殊啟示的頂點是道成肉身的神—拿撒勒人耶穌，啟示的源頭和內容在基督身上匯聚並相合。神道成肉身，神的秘密變成「公開秘密」，耶穌介入人類救恩歷史，祂既是造物主又是救贖主，祂從死裡復活又成為聖靈的居所。神一切啟示都藉永恆的道而來，這道太初以存，曾成為肉身，現今在榮耀裡。神藉著創造、救贖並審判，也藉這道來啟示自己。啟示是理性的交談，傳遞可理解的觀念和有意義的字眼，換言之，啟示的形式是概念性和言語性的。神的啟示合乎理性，並以清晰的觀念、準確的言詞向人傳達信息。神在歷史中的救贖作為和神如何解釋這些作為，兩者都是啟示的重要部分。聖經的啟示是從神的心思意志而來，為人的心思意志而賜下，成為世人所能領受的理性概念。所以聖經啟示可以用命題的方式歸納和闡述。

### 關於聖經權威準則
卡爾亨利在《神、啟示、權威》第四冊中，闡述了他對聖經的看法。他認為《聖經》是神真理的寶庫和導管，是關於神本性和旨意的權威記錄和解釋。要瞭解神的本性和方法，《聖經》永遠是唯一可靠和客觀的來源。《聖經》把神的啟示作了全盤性的報導，宣告祂在過去、現在和未來的旨意。聖靈監管神啟示的傳遞。對已經寫成之神的話語，祂首先是靈感者，然後是光照者和解釋者。聖靈管理啟示的傳遞，先默示先知、使徒做紀錄，再光照並解釋神的話。《聖經》是教會唯一接受的可靠經典，「聖經批判學」雖然能對《聖經》的瞭解有幫助，但真正不可或缺的是聖靈。先知和使徒的原始見證絕對無誤，然而在抄寫或翻譯時卻不一定有誤，即便如此，但他也不會破壞最早所得的默示，並保留其真確性，使人歸向真理和救恩。聖靈是屬靈生命的賜予者，祂使個人因正確了解神的啟示而蒙恩，如是罪人重生的經驗，證實神啟示的真理有救贖的大能。聖靈把神的律例刻在人心，聖靈是神的大能，使人悔改、成聖、能學像基督。教會是神國的縮影，因此教會在每個時代都能反映出啟示的能力和喜樂。神是教會的元首，教會是特殊啟示的最先受惠者，有責任向世界宣揚這啟示，教會當作見證如何從反叛的族類，今日存感恩的心接受神所賜的啟示。自我彰顯的神會在最後帶著權能和審判的啟示中彰顯榮耀，在結束歷史的啟示中，神會伸張公義，制伏一切罪惡，創造新天新地。人不僅要認識神是曉諭者，也是最終的審判者。

### 關於神論
在《神、啟示、權威》最後兩冊中，卡爾亨利以三項確認來開始論神： 第一項確認是關乎神的客觀實在，其中他闡述「神存在」乃表明神不需要、也不倚賴世界而存在，世界存在絕非必然，若不是因為神存在，世界不會存在。第二項確認是關乎神的存在、神的臨在、神的永在。聖經中的啟示為－神的存在：神是超越者、是宇宙的源頭；神的臨在：神至高無上卻自願創造、審判、救贖世人；神的永在：神道成肉身為人，成就救恩。 第三項確認是神永活。祂的生命在祂自己的裡面，從神而來，也靠神維持下去。神是獨一永活的真神，一切虛假都不能存留。三個確認完成後，卡爾亨利再談到神的本質就是神的本性、神的實質、和神的存有。他認為神的本質和屬性是息息相關，不可分割，所以知道神是永活的神、是有位格的神，那麼神的屬性不過是神的特徵而已，那些形容神屬性的各樣名詞都構成了神的本質。在神論的部分中，卡爾亨利肯定三一神學、預定揀選論、創造論等來反對進程神學和演化說。
在《神、啟示、權威》第六冊中他在論及神國時，特別強調基督徒的個人倫理學，他就個人公義、社會正義的關注，正是他福音信仰的中心。卡爾亨利認為神學不可以只停留在知識的層面，如果神學能更新聖經的權威，就會參與在世界之中。所以，他的興趣不只侷限於神學，在社會倫理方面他也積極探討。卡爾亨利認為，基督教應當在政治、商業和工作等方面，都促進社會改革，不少神學家倡導這些方面都由社會開始行動，但卡爾亨利卻認為社會的改變必須從個人開始，而不是從集體入手。卡爾亨利的理論，使他不見容於二十世紀中期的基要派，而他對重整社會的興趣，也使得他和許多基督教主流派人士的立場不同。

## 卡爾亨利著作一覽

### 美國活道出版社（WORD BOOKS）出版
- The God Who Shows Himself (1966)
- Evangelicals at the Brink of Crisis (1967)
- Evangelicals in Search of Identity (1976)
- God, Revelation and Authority, Vol. I, God Who Speaks and Shows: Preliminary Considerations (1976)
- God, Revelation and Authority, Vol. II, God Who Speaks and Shows: Fifteen Theses, part one (1976)
- God, Revelation and Authority, Vol. III, God Who Speaks and Shows: Fifteen Theses, part two (1979)
- God, Revelation and Authority, Vol. IV God Who Speaks and Shows: Fifteen Theses, part three (1979)
- God, Revelation and Authority, Vol. V God Who Stands and Stays: part one (1982)
- God, Revelation and Authority, Vol. V, God Who Stands and Stays: part two (1983)

### 其他出版社出版
- A Doorway to Heaven (1941)
- Successful Church Publicity (1943)
- The Uneasy Conscience of Modern Fundamentalism (1947)
- Remaking the Modem Mind (1947)
- The Protestant Dilemma (1948)
- Notes on the Doctrine of God (1948)
- Fifty Years of Protestant Theology (1950)
- Giving a Reason for Our Hope (1950)
- The Drift of Western Thought (1951)
- Personal Idealism and Strong's Theology (1951)
- Glimpses of a Sacred Land (1953)
- Christian Personal Ethics (1957)
- Evangelical Responsibility in Contemporary Theology (1957)
- Aspects of Christian Social Ethics (1964)
- Frontiers in Modern Theology (1966)
- Faith at the Frontiers (1969)
- A Plea for Evangelical Demonstration (1971)
- New Strides of Faith (1972)

### 論文集
- Contemporary Evangelical Thought (1957)
- Revelation and the Bible (1959)
- consulting ed., Dictionary of Theology (1960)
- The Biblical Expositor, 3 vols. (1960)
- Basic Christian Doctrines (1962)
- Christian Faith and Modern Theology (1964)
- Jesus of Nazareth: Saviour and Lord (1966)
- ed. with W. Stanley Mooneyham, One Race, One Gospel, One Task, 2 vols. (1967)
- Fundamentals of the Faith (1969)
- Baker's Dictionary of Christian Ethics (1973)
- Horizons of Science (1978)[38]